# Мустафа Пектемек
Мустафа Пектемек (тур. Mustafa Pektemek, нар. 11 серпня 1988, Ак'язи) — турецький футболіст, нападник клубу «Касимпаша».

## Клубна кар'єра
Народився 11 серпня 1988 року місті Акязи. Вихованець футбольної школи клубу «Сакар'яспор». Дорослу футбольну кар'єру розпочав влітку 2006 року в основній команді того ж клубу, але до кінця сезону зіграв лише в 4 матчах турецької Суперліги. Через це другу половину сезону Мустафа провів в клубі третього дивізіону «Сариєр». Незважаючи на свій юний вік, Мустафа відразу став гравцем основного складу. Він взяв участь в 15 матчах та забив 4 голи. Влітку 2008 року повернувся в «Сакар'яспор», що вилетів з елітного дивізіону, де став основним гравцем.
Своєю грою Пектемек привернув увагу представників тренерського штабу клубу «Генчлербірлігі», до складу якого приєднався влітку 2008 року. Відіграв за команду з Анкари наступні три сезони своєї ігрової кар'єри. Більшість часу, проведеного у складі «Генчлербірлігі», був основним гравцем атакувальної ланки команди і одним з головних бомбардирів команди, маючи середню результативність на рівні 0,36 голу за гру першості.
27 травня 2011 року футболіст підписав контракт з «Бешікташем». Трансфер обійшовся клубу в 4 млн. євро. У команді гравець став виступати під номером 11. Відіграв за стамбульську команду 89 матчів в національному чемпіонаті.
З 2015 року перестав потрапляти до основного складу «Бешікташа» і влітку 2016 був орендований до «Істанбул Башакшехіра».

## Виступи за збірні
2007 року дебютував у складі юнацької збірної Туреччини, взяв участь у 11 іграх на юнацькому рівні, відзначившись 2 забитими голами.
Протягом 2008–2010 років залучався до складу молодіжної збірної Туреччини. На молодіжному рівні зіграв у 15 офіційних матчах, забив 1 гол.
29 лютого 2012 року дебютував в офіційних матчах у складі національної збірної Туреччини в товариському матчі проти збірної Словаччини (1:2). Наразі провів у формі головної команди країни 13 матчів, забивши 3 голи.

## Титули і досягнення
- Чемпіон Туреччини (1):

«Бешикташ»: 2015–16